# Jacques Kipman
Jacques Victor Kipman (ou Kipmann) dit Bruno (17 août 1926 à Paris 10e - 11 juin 1944 à Lyon), est un résistant Francs-tireurs et partisans - Main-d'œuvre immigrée, Mort pour la France.

## Biographie
Jacques Kipman est né le 17 août 1926 dans le 10e arrondissement de Paris,,.
Il est le fils d’Isaac Kippmann, maroquinier, et de Léa Kipmann (née Feinzilberg ou Reinzilberg), née le 15 juillet 1895 à Varsovie. Il a une sœur. Ses parents sont des juifs polonais.
Jacques Kipman reçoit le certificat d’études primaires.  Il étudie au cours complémentaire technique et à l’école professionnelle Diderot en même temps que Henri Hoch. 

### Seconde Guerre mondiale
Léa Kipmann est déportée par le Convoi No. 51, en date du 6 mars 1943 du Camp de Drancy vers Sobibor/Maïdanek.
Après la Rafle du Vélodrome d'Hiver du 16 juillet 1942, Jacques Kippmann et Henri Hoch passent en zone libre. Ils passent la ligne de démarcation dans le tender d’une locomotive. Ils arrivent à Lyon en septembre 1942. 
Ils habitent à Villeurbanne (Rhône) et sont ajusteurs dans une usine. 
En 1943, Jacques Kippman  et Henri Hoch entrent dans la clandestinité. 
Jacques Kippman lance de tracts, en plein jour, du haut des terrasses des galeries Lafayette à Lyon.
Jacques Kippman (alias Bruno) intègre les Francs-tireurs et partisans - Main-d'œuvre immigrée au printemps 1944. 
Après le débarquement du 6 juin, il rejoint le maquis de la Croix du Ban avec tous les FTP-MOI de Carmagnole.
A partir du 10 juin 1944, des hommes de Carmagnole effectuèrent des patrouilles offensives à Lyon (exécutions d’ennemis et récupérations d’armes).
Le 11 juin 1944, Jacques Kippman fait partie d'une de ces patrouilles avec sept camarades (dont Henri Krischer alias André Lamiral, Jacob Szmulewicz alias Jacquot et Max Schulewicz alias Gaby). Lors de cette action, il est  abattu par les Allemands.
Le 18 juin 1944, Jacques Kippman est enterré au cimetière de la Guillotière à Lyon. Son identité est établie sur le registre d’état civil après jugement du tribunal civil de Lyon en date du 13 mars 1945. Il est exhumé en novembre 1948 et enterré au cimetière de Bagneux (Hauts-de-Seine). En 1945, il est reconnu Mort pour la France, tué au combat. Son nom figure sur une plaque commémorative située 43 rue des Couronnes, dans le 20e arrondissement de Paris: « Ici demeurait Jacques Kipman dit « Bruno », résistant F.T.P. M.O.I., né à Paris le 27 août 1926, tué à Lyon le 11 juin 1944, Mort pour la France ». Une autre plaque commémorative située 2 place Ollier à Lyon lui rend hommage : « Ici est tombé le 11 juin 1944 Jacques Kipman dit Bruno, né le 17 août 1926 à Paris, F.T.P.F. du détachement Carmagnole, Mort pour la France ».